# Elección presidencial de Chile de 2005-2006
La elección presidencial de Chile de 2005 para el período 2006-2010 se llevó a cabo el 11 de diciembre de 2005, en conjunto con las elecciones de diputados y senadores. Debido a que ninguno de los cuatro candidatos obtuvo la mayoría absoluta, las dos primeras mayorías, Michelle Bachelet (45,96 % de los votos) y Sebastián Piñera (25,41 % de los sufragios) se enfrentaron en una segunda vuelta, realizada el 15 de enero de 2006. Con un 53,5 % de los votos, Michelle Bachelet fue elegida presidenta de la República.
Según la Constitución chilena, pueden ejercer el derecho a sufragio los ciudadanos, o sea, quienes han cumplido 18 años de edad y no han sido condenados a una pena superior a 3 años de presidio (pena aflictiva). Para participar en las elecciones se requería estar previamente inscrito en los registros electorales y presentar la cédula de identidad. Los requisitos para inscribirse eran ser mayor de 18 años al día de la elección y tener nacionalidad chilena o ser extranjero residente por más de cinco años en el país (que se acredita con un certificado emitido por el respectivo gobernador provincial). El derecho a votar queda suspendido por interdicción en caso de demencia, por hallarse acusada por delito que merezca pena aflictiva o por delito por terrorismo y por sanción del Tribunal Constitucional (en conformidad al artículo 19 número 15 inciso 7.º de la Constitución).
El proceso de inscripción en los registros electorales es voluntario, pero luego de haberse inscrito, el elector está obligado a sufragar a perpetuidad y solo puede excusarse por razones de salud o por ubicarse a más de 300 kilómetros de distancia del local de votación, hecho del que puede dejarse constancia en la unidad de Carabineros de Chile más cercana. En caso de no asistir o no asumir como vocal de mesa, los electores pueden ser condenados al pago de multas.
El universo electoral habilitado para participar en la votación presidencial ascendió a 8 220 897 personas.

## Definición de candidaturas

### Alianza por Chile
Tras la derrota de Joaquín Lavín ante Ricardo Lagos, en enero de 2000 por solo un margen del 2,62 %, el candidato de la Unión Demócrata Independiente se mantuvo como el principal candidato de la oposición para las elecciones del año 2005. A comienzos del año 2003, Joaquín Lavín figuraba como la persona con mayores probabilidades de suceder al presidente Ricardo Lagos, pero el apoyo al Gobierno comenzó a fines de ese año a remontar en la opinión pública.
La popularidad de Joaquín Lavín comenzó a decaer, luego de un desgaste comunicacional, y debido a la aparición de figuras carismáticas como Michelle Bachelet y Soledad Alvear. La intención de voto en su favor, que en su momento alcanzó más del 50 %, comenzó a caer hasta el 30 %. Ese antecedente, sumado a la derrota de la Alianza por Chile en las elecciones municipales del año 2004, fueron los principales signos del deterioro de la imagen de Lavín.
La situación crítica en que se encontraba la candidatura de Lavín revivió diferencias entre los dos partidos de la Alianza. Dentro de Renovación Nacional comenzó a surgir un grupo de descontento que pretendía levantar la candidatura del empresario Sebastián Piñera. Así, el 14 de mayo de 2005, ante el Consejo Nacional del partido, Piñera fue elegido como su candidato a la presidencia de la República, no sin desatar una debacle que concluyó con renuncias masivas de militantes del ala conservadora de Renovación Nacional (incluyendo algunos alcaldes y otros dirigentes), y con euforia en el ala liberal.
Aunque se especuló en la posibilidad de efectuar una primaria abierta al interior de la derecha, Sebastián Piñera anunció el 16 de mayo que solo se enfrentaría a Joaquín Lavín directamente en la primera vuelta electoral del 11 de diciembre.

### Concertación

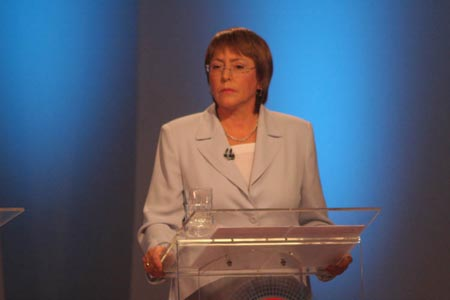
Michelle Bachelet.

Debido a la existencia de varios precandidatos presidenciales en los partidos de la coalición, el candidato presidencial único que se presentaría el 11 de diciembre tendría que ser elegido en elecciones primarias, como había sido la práctica en las dos elecciones presidenciales precedentes.
El Partido Socialista presentó como precandidata a Michelle Bachelet, exministra de Salud y Defensa del gobierno de Ricardo Lagos. Posteriormente, el Partido por la Democracia (PPD) y el PRSD también proclamaron a Bachelet como su precandidata.
La Democracia Cristiana, en cambio, debió enfrentar un arduo trabajo para elegir a su representante entre Eduardo Frei Ruiz-Tagle, expresidente de la República y senador vitalicio, Adolfo Zaldívar, presidente de la colectividad, y Soledad Alvear, anterior ministra de los gobiernos concertacionistas de Patricio Aylwin (Servicio Nacional de la Mujer), Frei (Justicia) y Ricardo Lagos (Relaciones Exteriores). Finalmente, Frei retiró su postulación, y tras una votación en la Junta Nacional del Partido del 15 de enero de 2005, Soledad Alvear fue elegida como precandidata de la DC.
Tras definir a las dos precandidatas presidenciales (lo que representaba la primera vez en la historia del país que una mujer se presentaría con posibilidades reales de salir elegida), comenzó una serie de reuniones entre ambos comandos para definir el sistema de elección de la candidata única. Finalmente, se acordó una elección a nivel nacional abierta para todos los inscritos en los registros electorales (excepto los inscritos en partidos de otra coalición), el 31 de julio de 2005. Además, fue programada una serie de debates, televisados a nivel nacional, en cada una de las regiones: el primero en Hualpén (Concepción) el 28 de abril, y el último, el 27 de julio en Santiago.
Sin embargo el 24 de mayo, la abanderada demócrata cristiana Soledad Alvear declinó a seguir en la carrera a la presidencia, dejando como única candidata a la socialista Michelle Bachelet.

### Juntos Podemos Más

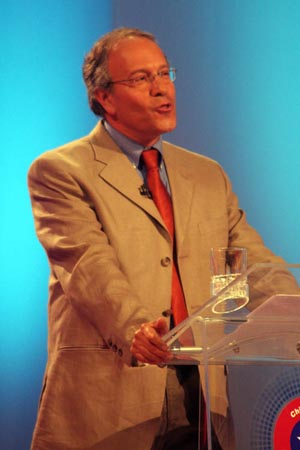
Tomás Hirsch.

La coalición Juntos Podemos Más definió su candidato único por un proceso de dos fases. La primera fase fue una consulta nacional el 28 de mayo de 2005. Simultáneamente se efectuaron asambleas comunales y sectoriales para preparar las bases programáticas y elegir delegados a la Asamblea Nacional. El 5 de junio fue realizada una Asamblea Nacional, que proclamó a Tomás Hirsch como candidato único del pacto.
Otros precandidatos del pacto fueron Tomás Moulián, independiente por el Partido Comunista de Chile, Manuel Jacques, por la Izquierda Cristiana, Nicolás García Moreno, por el Bloque por el Socialismo, y Julián Alcayaga, por el Comité de Defensa del Cobre. Todos ellos declinaron sus postulaciones. Jorge Pavez se retiró previamente de la contienda, condicionando su propia nominación como candidato para el ingreso de su referente político, Fuerza Social y Democrática.

### Candidaturas fallidas
La candidatura independiente del líder mapuche Aucán Huilcamán fue rechazada el 15 de septiembre por el Servicio Electoral, ya que no cumplía con el requerimiento legal mínimo de firmas acreditadas ante notario para una candidatura independiente. El gobierno presentó un proyecto de ley para ampliar el plazo de inscripción de candidaturas —conocida como «Ley Huilcamán»— pero su trámite fracasó en la Cámara de Diputados.

## Primera vuelta

### Candidatos
Diecisiete candidatos se proclamaron para participar en este proceso, aunque solo cinco finalmente se inscribieron y solo cuatro candidaturas fueron aceptadas. Los candidatos, en el orden de aparición en el voto, fueron:

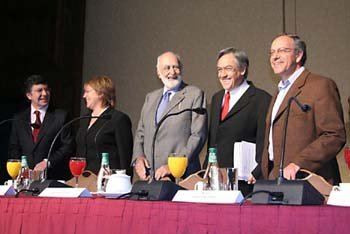
Candidatos presidenciales en un foro. De izquierda a derecha: Joaquín Lavín, Michelle Bachelet, el moderador (Agustín Edwards Eastman), Sebastián Piñera y Tomás Hirsch.

- Sebastián Piñera Echenique, economista y empresario, candidato representante de Renovación Nacional. El 14 de mayo de 2005, en el Consejo Nacional de su partido, fue proclamado como candidato presidencial de RN.
- Michelle Bachelet Jeria, médico, militante del Partido Socialista y candidata de la Concertación de Partidos por la Democracia. Abanderada en un principio del pacto PS-PPD-PRSD, fue nominada como representante de todo el conglomerado oficialista tras la renuncia de Soledad Alvear, representante de la Democracia Cristiana a la realización de elecciones primarias.
- Tomás Hirsch Goldschmidt, militante del Partido Humanista y candidato del pacto Juntos Podemos Más, conglomerado de partidos de la izquierda extraparlamentaria, la cual lo declaró su candidato el 5 de julio de 2005.
- Joaquín Lavín Infante, ingeniero comercial y economista, candidato representante de la Unión Demócrata Independiente. Tras participar en las elecciones anteriores, Lavín era el único candidato de la Alianza por Chile, hasta la aparición de Sebastián Piñera. Desde ese momento, Lavín se convirtió en candidato de la UDI.

### Debates
Los comandos de los cuatro candidatos inscritos aceptaron la realización de dos debates presidenciales antes de la elección. Por primera vez en la historia de Chile, los debates incluyeron a todos los candidatos sin excluir a ninguno, como en general había sucedido en las últimas elecciones.

#### 19 de octubre

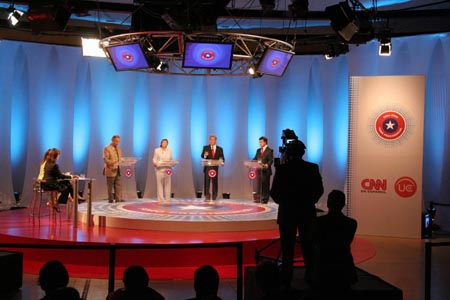
Foro Presidencial: Chile 2005.

El 19 de octubre de 2005 a las 22 horas (GMT-3) fue transmitido el programa Foro Presidencial: Chile 2005, el primer debate televisado entre los cuatro candidatos oficiales, el cual fue transmitido en conjunto por Canal 13 y CNN en Español. Las moderadoras del debate fueron Constanza Santa María y Glenda Umaña, periodistas de Canal 13 y CNN en Español respectivamente. Se realizó en Espacio Riesco, comuna de Huechuraba.
El debate consistía en una serie de seis preguntas realizadas a los cuatro candidatos, los cuales debían responderla en un minuto y una contrapregunta, con un tiempo de respuesta de treinta segundos. Debido a la agilidad que tomó el debate dejando tiempo disponible, y luego de la aprobación de los comandos de cada candidato, se realizó una séptima pregunta.
Los temas que se trataron en el debate fueron la delincuencia, la desigualdad social, las grandes empresas en la economía chilena, la relación del país con Estados Unidos y América Latina, una breve reseña de cada creencia personal, el sistema de pensiones, y un mensaje personal por cada candidato a los electores. Por un acuerdo entre la producción y los comandos de los candidatos, no se tocaron temas relacionados con Augusto Pinochet ni sobre las violaciones a los derechos humanos que se cometieron durante su gobierno, argumentando que son temas que ya no le interesan a los electores.
Diversas encuestas telefónicas se realizaron para medir los efectos del debate, siendo la más masiva la de la consultora independiente Time-Research. Según sus datos, con un 29 %, Bachelet y Piñera empatan sobre quién tuvo mejor desempeño. Hirsch recibió una evaluación de un 22 %, mientras que Lavín recibió un 14 %. Otras encuestas, como las realizadas por Benchmark y El Mercurio Opina arrojaron diferentes resultados: Benchmark reflejó a Bachelet con un 39,63 %, luego Lavín con un 23,16 %, Piñera con un 16,89 % y Hirsch con un 4,58 %, mientras que la encuesta realizada por el periódico chileno arrojó resultados que favorecieron a Bachelet con un 32,2 %, Piñera con un 26,8 %, Lavín con 21,1 % y Hirsch un 3,3 %. Cabe destacar que, debido al sistema de medición utilizado, no necesariamente es representativo de la realidad nacional, puesto que excluye los sectores bajos sin acceso a redes telefónicas.
Véase también:
- Debate presidencial 2005 (EMOL.com)
- Debate Presidencial Chile 2005 (La Tercera) (enlace roto disponible en Internet Archive; véase el historial, la primera versión y la última).
- Transcripción del debate (La Tercera) (DOC)

#### 16 de noviembre

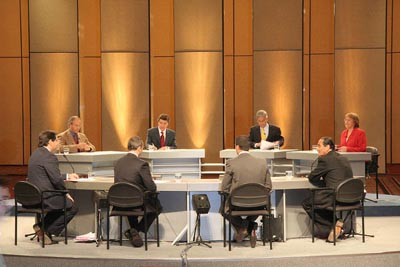
Debate presidencial 2005.

El 16 de noviembre de 2005 a las 22 horas (GMT-3) fue transmitido el programa Debate presidencial 2005, el último debate televisado entre los cuatro candidatos. Fue transmitido desde el centro de eventos CasaPiedra, ubicado en la comuna de Vitacura, por cuatro de los canales afiliados a ANATEL: Canal 13, Chilevisión, Mega y TVN. Los moderadores del debate fueron los periodistas Mauricio Hofmann, Iván Núñez, Libardo Buitrago y Mauricio Bustamante, quienes -respectivamente- representaron a sus canales.
El debate consistió en una serie de ocho preguntas realizadas a los cuatro candidatos por los moderadores en orden ascendente. Estas debieron responderse en un minuto, luego de lo cual existía la posibilidad de efectuar una contrapregunta, con un tiempo de respuesta de treinta segundos. No hubo enfrentamiento directo entre candidatos; sin embargo, si en una de las respuestas se emplazaba a alguno, el aludido usó su tiempo para responder a quien lo emplazaba. Al igual que en el debate anterior, no se permitían objetos anexos para ser mostrados en pantalla, y se permitió a los candidatos manejar un lápiz y papel. De todos modos, Joaquín Lavín y Tomás Hirsch usaron este para dibujar lo que no pudieron mostrar.
Los temas que se trataron en el debate fueron el conflicto de delimitación marítima entre Chile y Perú, la intempestiva llegada de Alberto Fujimori al país y su posterior detención; posibilidad de una segunda vuelta y encuestas de opinión; desigualdad social; relación entre inmigrantes y cifras de desempleo; posición valórica ante el aborto y el matrimonio homosexual; tratados de libre comercio y globalización; su opinión acerca de la propuesta más interesante del resto de los candidatos, la más populista y la más demagógica. Finalmente, los candidatos enviaron un mensaje personal a los electores.

### Encuestas de opinión

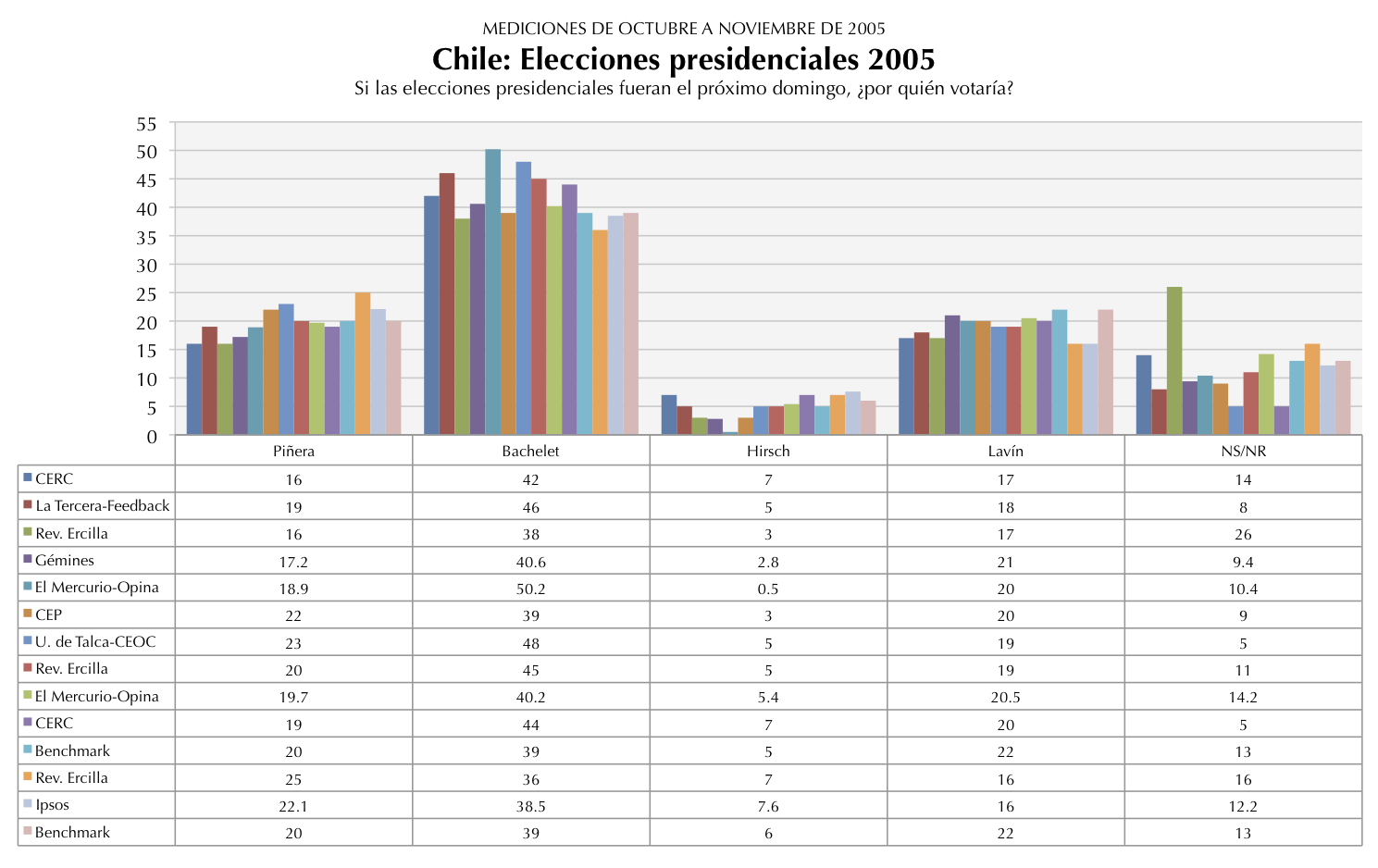
Encuestas, octubre-noviembre de 2005.

A lo largo de la carrera de los distintos candidatos presidenciales se realizaron diversos estudios midiendo el pulso de las elecciones. Las primeras encuestas se remontan al año 2004 mostrando un explosivo ascenso de Michelle Bachelet y Soledad Alvear frente a un posicionado Joaquín Lavín, que hasta el momento era el único candidato y que en los meses siguientes comienza a bajar su adhesión. A lo largo de comienzos del año 2005, Michelle Bachelet comenzó a consolidar su opción como favorita, seguida por Lavín y luego por Alvear. Si bien tanto Bachelet y Alvear superaban a Lavín si se realizaban preguntas separadas, Bachelet obtenía mayor adhesión que Alvear y, en unas hipotéticas primarias, la candidata socialista obtenía sobre el 65 % de apoyo frente a un moderado 25 % de la demócrata cristiana. En tanto, considerando inicialmente a Tomás Moulián como candidato del pacto Juntos Podemos, éste alcanzaba una adhesión en torno al 2 % en las diferentes mediciones.
La irrupción de Sebastián Piñera finalmente derrumba la votación a favor de Alvear y obliga a su "bajada", estableciendo la situación final. La mayoría de las encuestas indicaron que Michelle Bachelet superaría por un amplio margen a los dos candidatos de la Alianza por Chile, quedando en un empate técnico.
| Resultados de encuestas (julio a diciembre de 2005) | Resultados de encuestas (julio a diciembre de 2005) | Resultados de encuestas (julio a diciembre de 2005) | Resultados de encuestas (julio a diciembre de 2005) | Resultados de encuestas (julio a diciembre de 2005) | Resultados de encuestas (julio a diciembre de 2005) | Resultados de encuestas (julio a diciembre de 2005) | Resultados de encuestas (julio a diciembre de 2005) | Resultados de encuestas (julio a diciembre de 2005) | Resultados de encuestas (julio a diciembre de 2005) | Resultados de encuestas (julio a diciembre de 2005) |
|                                                     | CERC                                                | Gémines                                             | Gémines                                             | CERC                                                | Feedback                                            | Opina                                               | CEP                                                 | CERC                                                | Ipsos                                               | Benchmark                                           |
| --------------------------------------------------- | --------------------------------------------------- | --------------------------------------------------- | --------------------------------------------------- | --------------------------------------------------- | --------------------------------------------------- | --------------------------------------------------- | --------------------------------------------------- | --------------------------------------------------- | --------------------------------------------------- | --------------------------------------------------- |
| Julio de 2005                                       | Agosto de 2005                                      | Octubre de 2005                                     | Octubre de 2005                                     | Octubre de 2005                                     | Noviembre de 2005                                   | Noviembre de 2005                                   | Noviembre de 2005                                   | Noviembre de 2005                                   | Noviembre de 2005                                   |                                                     |
| Michelle Bachelet                                   | 47 %                                                | 41,1 %                                              | 40 %                                                | 42 %                                                | 45,7 %                                              | 40,2 %                                              | 39 %                                                | 44 %                                                | 38,5 %                                              | 39 %                                                |
| Joaquín Lavín                                       | 17 %                                                | 23,7 %                                              | 21 %                                                | 17 %                                                | 18,4 %                                              | 20,5 %                                              | 21 %                                                | 20 %                                                | 16 %                                                | 22 %                                                |
| Sebastián Piñera                                    | 18 %                                                | 13,9 %                                              | 17,2 %                                              | 16 %                                                | 19,4 %                                              | 19,7 %                                              | 22 %                                                | 19 %                                                | 22,1 %                                              | 20 %                                                |
| Tomás Hirsch                                        | 2 %                                                 | 1,3 %                                               | 2,8 %                                               | 7 %                                                 | 5,2 %                                               | 5,4 %                                               | 3 %                                                 | 7 %                                                 | 7,4 %                                               | 6 %                                                 |
| Nulo/Blanco                                         | 3 %                                                 | —                                                   | 9 %                                                 | 3 %                                                 | 3,2 %                                               | —                                                   | 15 %                                                | 1 %                                                 | 3,6 %                                               | 13 %                                                |
| NS/NR/No inscrito                                   | 13 %                                                | 20 %                                                | 9,4 %                                               | 14 %                                                | 8 %                                                 | 12,5 %                                              | —                                                   | 6 %                                                 | 12,2 %                                              | —                                                   |

#### Bolsa electoral
El "Programa Conjunto de Políticas Públicas" de la Universidad de Chile y la Universidad de Chicago creó la Bolsa Electoral Presidenciales 2005. En ella, 3000 estudiantes universitarios estiman quién será el próximo presidente de la República. Dos veces al día se publican las estimaciones, las que fueron publicadas por última vez el día 9 de diciembre de 2005. En el informe de ese día, la probabilidad de que Bachelet ganara en primera vuelta era de un 5,97 % y la probabilidad de que ella sea elegida presidenta (en primera o segunda vuelta) era de 64,23 %. Piñera tenía 30,07 % y Lavín 5,42 %, relegando a Hirsch al último lugar con un 0,28 %.
Esta "bolsa electoral" permitía medir el pulso político de esta elección de una forma probabilística y mucho más actualizada que las distintas encuestas. Por el contrario, estos resultados eran elaborados por cientistas políticos por lo que no representaban fielmente la intención de voto de la población.

### Campaña

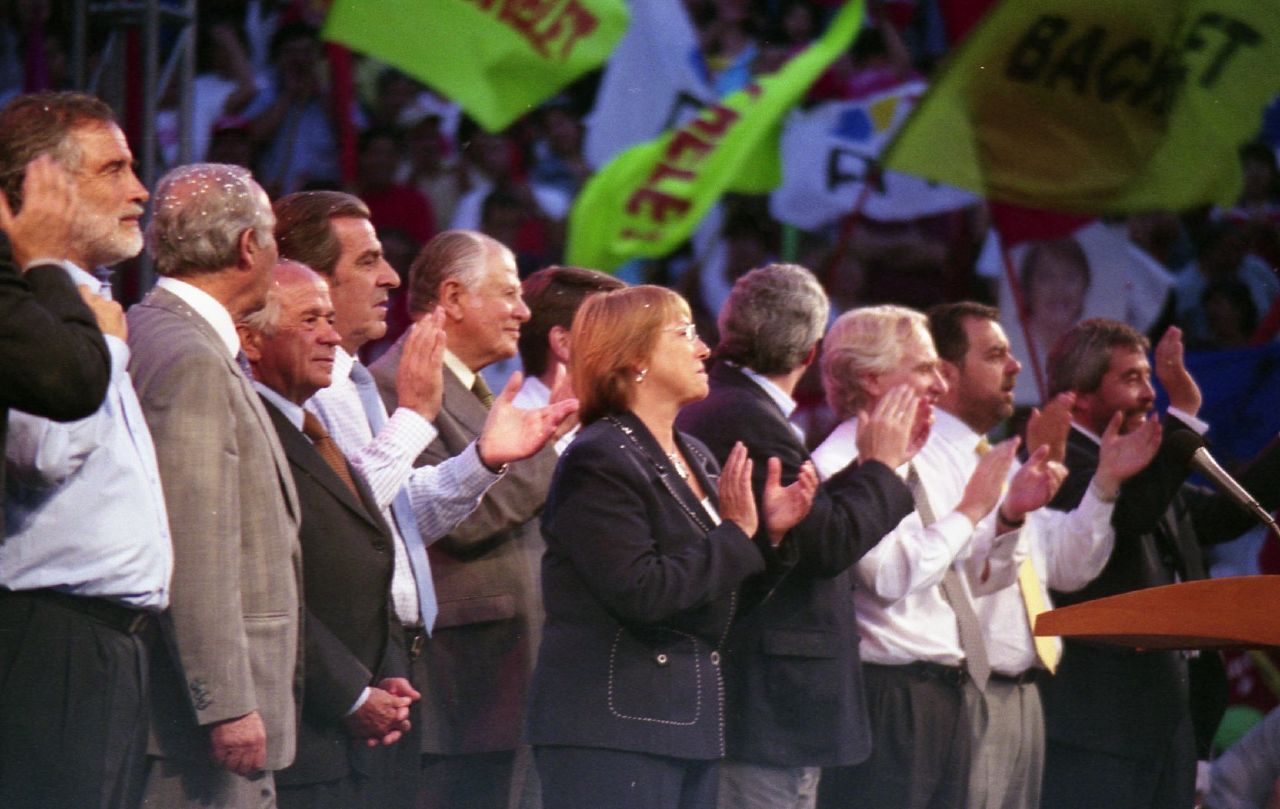
Michelle Bachelet en un acto de campaña junto a figuras de la Concertación.

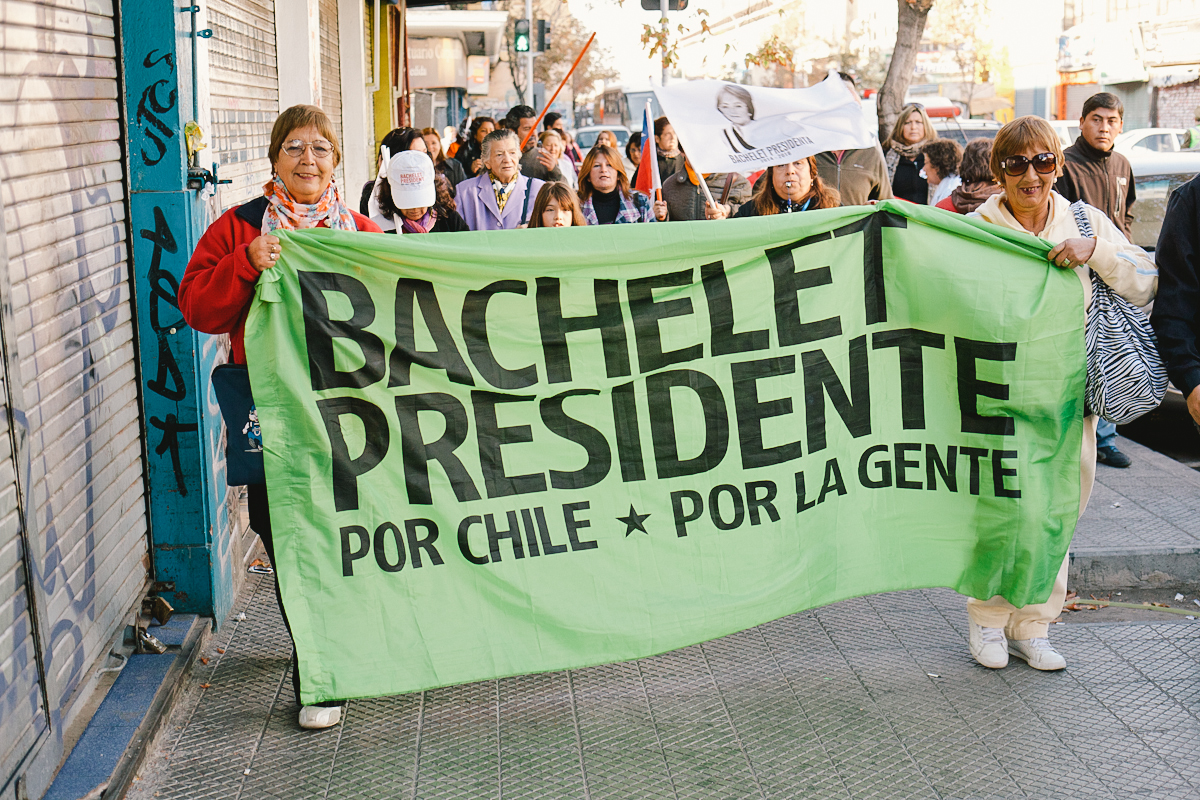
Simpatizantes de Michelle Bachelet con el lema de la segunda vuelta presidencial.

Según cifras del Servicio Electoral, el gasto del candidato Sebastián Piñera durante la primera vuelta alcanzó los $3973 millones de pesos (aproximadamente US$7,5 millones), mientras el de Bachelet alcanzó los $3832 millones (US$7,2 millones). Lavín gastó $2345 millones (US$4,4 millones) y Hirsch $184 millones (US$350 mil). A pesar de las diferentes acusaciones a los candidatos por gasto excesivo, ninguna de las candidaturas superó el monto máximo permitido por el Servel, equivalente a aproximadamente $4200 millones de pesos chilenos.

#### Franja electoral televisiva
Desde el 11 de noviembre hasta el 8 de diciembre (fecha de término de las campañas según la ley) se realizaron dos tandas diarias de franja electoral. La franja presidencial se transmitía al mediodía y entre las 20:40 y las 21:00, turnándose diariamente con la campaña para las elecciones parlamentarias.
A diferencia de la franja parlamentaria, cada candidato tenía 5 minutos para mostrar su propaganda, de acuerdo a las normas establecidas por el Consejo Nacional de Televisión.
En 2007 la Universidad de Chile junto a Time Ibope realizaron un detallado estudio de la respuesta por parte de las audiencias de televisión a la franja emitida. Los resultados mostraron que la franja electoral presidencial 2005 tuvo un nivel de audiencia inferior al de un año normal, y que logra un buen nivel de alcance y de frecuencia solo en las primeras dos semanas de emisión.

#### Lemas de campaña
Sebastián Piñera
Con Piñera, se puede (1.ª vuelta)
Chile quiere más, Piñera más presidente (2.ª vuelta)
Michelle Bachelet
Bachelet, estoy contigo (1.ª vuelta)
Por Chile, por la gente, Bachelet presidente (2.ª vuelta)
Tomás Hirsch
Soplan nuevos vientos
Joaquín Lavín
Alas para todos

### Elección
Para el día de la elección, de acuerdo a la normativa aplicable, se estableció ley seca en todo el país y se prohibió el funcionamiento de cines, teatros y centros comerciales.
Se instalaron 32 968 mesas organizadas a lo largo de todo el país para recibir a los 8 220 897 votantes. 16 262 corresponden a mesas de hombres (3 908 657 inscritos) y 16 706 a mesas de mujeres (4 312 240 inscritas). A las 10:30 (UTC-3), el subsecretario del Interior Jorge Correa Sutil informó de que 95,24 % de las mesas ya estaban constituidas.
Según las informaciones del Ministerio del Interior, no hubo problemas a lo largo del país, a excepción de algunos hechos aislados. Joaquín Lavín votó en la Scuola Italiana en Las Condes, misma comuna donde votó Michelle Bachelet, en el Colegio del Verbo Divino. A las 9, Tomás Hirsch votó en la comuna de Peñalolén, mientras Sebastián Piñera lo hacía en el Instituto Superior de Comercio, en Santiago. Aproximadamente una hora después, el presidente Ricardo Lagos votó en el mismo recinto.

"En democracia, cada cuatro años todos somos iguales, todos valemos lo mismo, y con un lápiz y un papel dibujamos el país que queremos"
Presidente Ricardo Lagos, 11 de diciembre de 2005

Los primeros cómputos correspondientes al 12 % de los votos escrutados entregados por el Subsecretario del Interior a las 18:35 dieron a conocer un porcentaje cercano al 45 % de Michelle Bachelet, consolidando la posibilidad de una segunda vuelta. Piñera superaba a Lavín y Hirsch quedaba relegado al último lugar. Con los resultados posteriores, Bachelet y Hirsch subieron cerca de un punto, lo que no varió el resultado general.
Cerca de las 21:00, Lavín reconoció su derrota y se dirigió de inmediato al comando de Piñera para declararle su apoyo formal para la segunda vuelta junto con su generalísima Cristina Bitar y Francisco de la Maza, el cual lo recibió con toda su gente.

"Queridas amigos y queridos amigas, ha hablado la gente. Así es la democracia (…) A partir de hoy tienen en mí un soldado más. Cuando me necesiten y en el lugar que me necesiten"
Joaquín Lavín Infante, 11 de diciembre de 2005

A las 22, el presidente Lagos se dirigió al país para expresar su alegría por el buen desarrollo de la elección, y minutos después Bachelet agradeció a sus adherentes por su victoria. Hirsch, en tanto, se mostró conforme y llamó a votar nulo en la segunda vuelta, rechazando un posible apoyo a la candidata oficialista, opinión que no fue compartida por el ala comunista del pacto.

### Resultados

#### Nacional
Resultados oficiales contenidos en el Acta de Declaración del Tribunal Calificador de Elecciones de Chile, pronunciada con motivo de la votación desarrollada en el país el día 11 de diciembre de 2005 para elegir presidente de la República, emitida el 26 de diciembre de 2005:
|  | 45,96 % |

|  | 25,41 % |

|  | 52,24 % |

|  | 23,23 % |

|  | 47,76 % |

|  | 5,4 % |

#### Por región

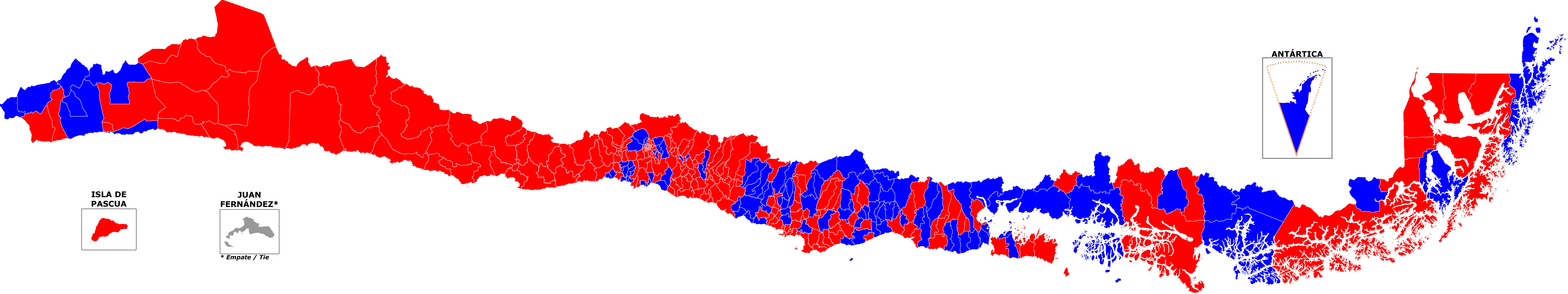
Resultados a nivel comunal en la segunda vuelta.
Bachelet
Piñera

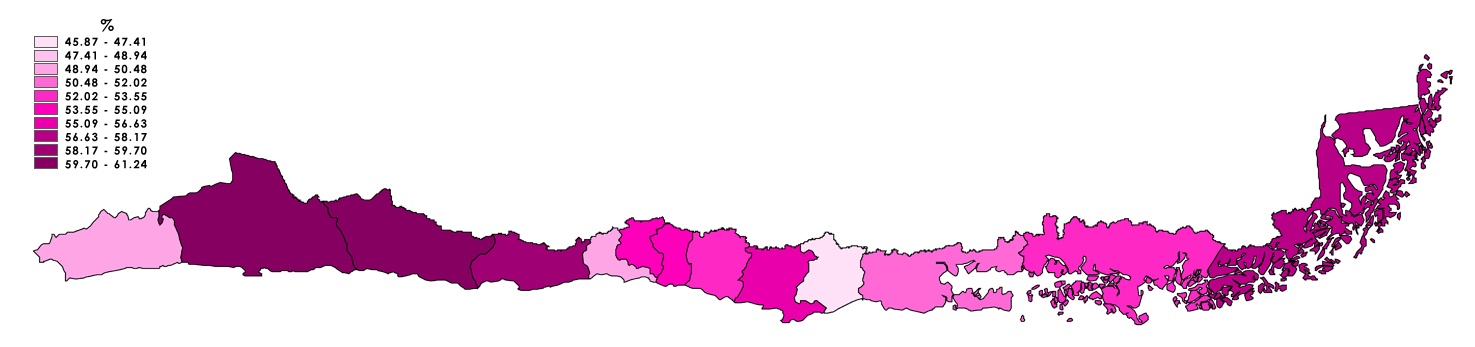
Fuerza del voto favorable a Bachelet por región. Un color magenta más profundo indica un mayor porcentaje obtenido.

Resultados de acuerdo al orden de aparición en la papeleta de votación:
| Candidato                   | Candidato                   | Tarapacá | Tarapacá | Antofagasta | Antofagasta | Atacama      | Atacama      | Coquimbo  | Coquimbo  | Valparaíso | Valparaíso | Metropolitana | Metropolitana | O'Higgins | O'Higgins |
| --------------------------- | --------------------------- | -------- | -------- | ----------- | ----------- | ------------ | ------------ | --------- | --------- | ---------- | ---------- | ------------- | ------------- | --------- | --------- |
|                             | Sebastián Piñera            | 39 611   | 22,84 %  | 40 696      | 20,9 %      | 24 088       | 21,9 %       | 62 390    | 23,65 %   | 214 534    | 27,8 %     | 648 498       | 24,17 %       | 101 700   | 25,97 %   |
|                             | Michelle Bachelet           | 76 876   | 44,33 %  | 104 268     | 53,55 %     | 58 168       | 52,89 %      | 137 633   | 52,18 %   | 332 699    | 43,12 %    | 1 223 209     | 45,59 %       | 187 129   | 47,79 %   |
|                             | Tomás Hirsch                | 11 759   | 6,78 %   | 11 389      | 5,85 %      | 7 272        | 6,61 %       | 13 700    | 5,19 %    | 46 964     | 6,09 %     | 170 603       | 6,36 %        | 17 274    | 4,41 %    |
|                             | Joaquín Lavín               | 45 156   | 26,04 %  | 38 342      | 19,69 %     | 20 458       | 18,6 %       | 50 065    | 18,98 %   | 177 414    | 22,99 %    | 640 538       | 23,88 %       | 85 451    | 21,82 %   |
| Total de votos válidos      | Total de votos válidos      | 173 402  | 96,04 %  | 194 695     | 96,19 %     | 110 004      | 96,37 %      | 263 788   | 95,87 %   | 771 611    | 96,1 %     | 2 682 848     | 96,62 %       | 391 554   | 96,09 %   |
| Votos nulos                 | Votos nulos                 | 5421     | 2,9 %    | 5705        | 2,82 %      | 2590         | 2,27 %       | 6816      | 2,48 %    | 22 330     | 2,78 %     | 66 417        | 2,39 %        | 9984      | 2,45 %    |
| Votos en blanco             | Votos en blanco             | 1902     | 1,05 %   | 2007        | 0,99 %      | 1552         | 1,36 %       | 4549      | 1,65 %    | 8959       | 1,12 %     | 27 541        | 0,99 %        | 5936      | 1,46 %    |
| Total de sufragios emitidos | Total de sufragios emitidos | 180 545  | 100 %    | 202 407     | 100 %       | 114 146      | 100 %        | 275 153   | 100 %     | 802 900    | 100 %      | 2 776 806     | 100 %         | 407 474   | 100 %     |
| Candidato                   | Candidato                   | Maule    | Maule    | Biobío      | Biobío      | La Araucanía | La Araucanía | Los Lagos | Los Lagos | Aisén      | Aisén      | Magallanes    | Magallanes    |           |           |
|                             | Sebastián Piñera            | 112 919  | 25,06 %  | 221 109     | 24,58 %     | 133 268      | 33,27 %      | 137 890   | 27,96 %   | 11 852     | 29 %       | 15 139        | 21,83 %       |           |           |
|                             | Michelle Bachelet           | 210 440  | 46,7 %   | 429 646     | 47,76 %     | 158 375      | 39,53 %      | 217 023   | 44,01 %   | 19 699     | 48,2 %     | 35 498        | 51,19 %       |           |           |
|                             | Tomás Hirsch                | 17 065   | 3,79 %   | 40 766      | 4,53 %      | 14 382       | 3,59 %       | 19 051    | 3,86 %    | 1 777      | 4,35 %     | 3 046         | 4,39 %        |           |           |
|                             | Joaquín Lavín               | 110 188  | 24,45 %  | 208 037     | 23,13 %     | 95 573       | 23,61 %      | 119 185   | 24,17 %   | 7 539      | 18,45 %    | 15 662        | 22,59 %       |           |           |
| Total de votos válidos      | Total de votos válidos      | 450 612  | 96,04 %  | 899 568     | 96,19 %     | 400 598      | 96,3 %       | 493 149   | 96,14 %   | 40 867     | 96,8 %     | 69 345        | 96 %          |           |           |
| Votos nulos                 | Votos nulos                 | 12 402   | 2,64 %   | 24 128      | 2,58 %      | 10 357       | 2,49 %       | 11 661    | 2,27 %    | 831        | 1,97 %     | 2023          | 2,8 %         |           |           |
| Votos en blanco             | Votos en blanco             | 6202     | 1,32 %   | 11 542      | 1,23 %      | 5051         | 1,21 %       | 8126      | 1,58 %    | 519        | 1,23 %     | 866           | 1,2 %         |           |           |
| Total de sufragios emitidos | Total de sufragios emitidos | 469 216  | 100 %    | 935 238     | 100 %       | 416 006      | 100 %        | 512 936   | 100 %     | 42 217     | 100 %      | 72 234        | 100 %         |           |           |

#### Por mesas de varones y mujeres
| Candidato              | Candidato                  | Votos     | Votos   | Votos     | Votos   |
| Candidato              | Candidato                  | Varones   | %       | Mujeres   | %       |
| ---------------------- | -------------------------- | --------- | ------- | --------- | ------- |
|                        | Sebastián Piñera Echeñique | 869 141   | 26,90 % | 894 553   | 24,11 % |
|                        | Michelle Bachelet Jeria    | 1 446 693 | 44,77 % | 1 743 998 | 47 %    |
|                        | Tomás Hirsch Goldschmidt   | 224 864   | 6,96 %  | 150 184   | 4,05 %  |
|                        | Joaquín Lavín Infante      | 690 726   | 21,38 % | 921 882   | 24,84 % |
| Total de votos válidos | Total de votos válidos     | 3 231 424 | 46,55 % | 3 710 617 | 53,45 % |

## Segunda vuelta
Tal como lo establece la Constitución, al no obtener ninguno de los candidatos más del 50 % de los votos válidamente emitidos, se debió realizar una segunda vuelta, el 15 de enero de 2006, circunscrita a los candidatos que obtuvieron las dos más altas mayorías relativas en el proceso electoral de 11 de diciembre.

### Candidatos
Como se explica en el párrafo anterior, se enfrentaron Michelle Bachelet, como candidata de la Concertación y Sebastián Piñera, como candidato de la Alianza por Chile.
Apenas se dieron a conocer los primeros resultados que marcaban una tendencia, Joaquín Lavín de la Unión Demócrata Independiente entregó su apoyo a la candidatura de Sebastián Piñera, que se convirtió oficialmente en el candidato de la Alianza por Chile. Por otra parte, Michelle Bachelet recibió el 27 de diciembre de 2005 el apoyo del Partido Comunista de Chile luego de comprometerse a promover diversas reformas, como el cambio del sistema binominal y las reformas al sistema de pensiones.

### Debate
El 4 de enero de 2006 se transmitió a través de los canales de televisión asociados a ANATEL y de algunas radioemisoras el debate presidencial previo a la segunda vuelta. Los moderadores fueron Amaro Gómez-Pablos (TVN), Libardo Buitrago (Mega), Alejandro Guillier (CHV) y Constanza Santa María (C13). Este se desarrolló en Espacio Riesco a las 22 (UTC-3).
Entre los temas discutidos estuvieron la desigualdad en la educación, la libertad de expresión de los periodistas, las diferencias de propuestas entre ambos candidatos, discusión del debate debido a discrepancias del formato y la posible exclusión que pudo tener Chilevisión de este, gasto electoral, el voto del indeciso, voto de militares de las Fuerzas Armadas, opinión personal sobre los mejores y peores gobiernos anteriores, posición de Chile en el concierto latinoamericano e intervención final.
Al final del debate, cuando la transmisión estaba por terminar, y debido a las fuertes críticas que Piñera egrimió en el mismo al exministro de Educación Sergio Bitar, y asistente al debate, por renunciar a su cargo para adherir a la campaña de Bachelet días antes de que se conocieran los resultados de la Prueba de Selección Universitaria que resultaron desfavorables. Bitar entró al set e increpó fuertemente al candidato aun estando al aire, pasando por alto el saludo a su candidata quien luego se retiró del lugar, a la vez, Bitar calificó de "cobarde" al candidato y lo retó a un debate sobre educación en marzo. Posteriormente se altercaría con el jefe de campaña de Piñera, a lo que se retiraría del lugar insultándolo. Piñera ya más compuesto luego de la sorpresa razonó ante las palabras de Bitar estaba equivocado, ya que si solo se podía hablar de educación con su persona, era un acto de egocentrismo.
Piñera en los dos debates anteriores había sido el ganador según diversas encuestas de opinión pública, y Bachelet había mostrado ciertos errores, por lo que Piñera debiera lograr un mejor desempeño en este encuentro por sobre la candidata oficialista; de hecho, una encuesta previa de Time-Research otorgaba un 48 % de preferencias al candidato de la Alianza y un 34 % a Bachelet ante la pregunta "¿Quién cree que lo hará mejor en el debate?". Luego de la transmisión, se realizaron encuestas telefónicas para medir la percepción del electorado, y los encuestados por Time-Research en un 49 % afirmaron que Michelle Bachelet había tenido un mejor desempeño por sobre Sebastián Piñera con un 41 %. En la misma encuesta, Bachelet habría obtenido sobre un 50 % de las preferencias con respecto a cuál candidato había tenido más cercanía, honestidad, claridad y credibilidad. En otra encuesta realizada al mismo tiempo que Time-Research, la empresa Gémines entregó un empate entre ambos candidatos en 43,7 % con respecto a quién lo había hecho mejor en el debate.
Véase también:
- Debate Presidencial 2006 (EMOL.com)
- Audios del debate (La Tercera)
- Transcripción del debate (La Tercera) (enlace roto disponible en Internet Archive; véase el historial, la primera versión y la última). (DOC)

### Encuestas de opinión

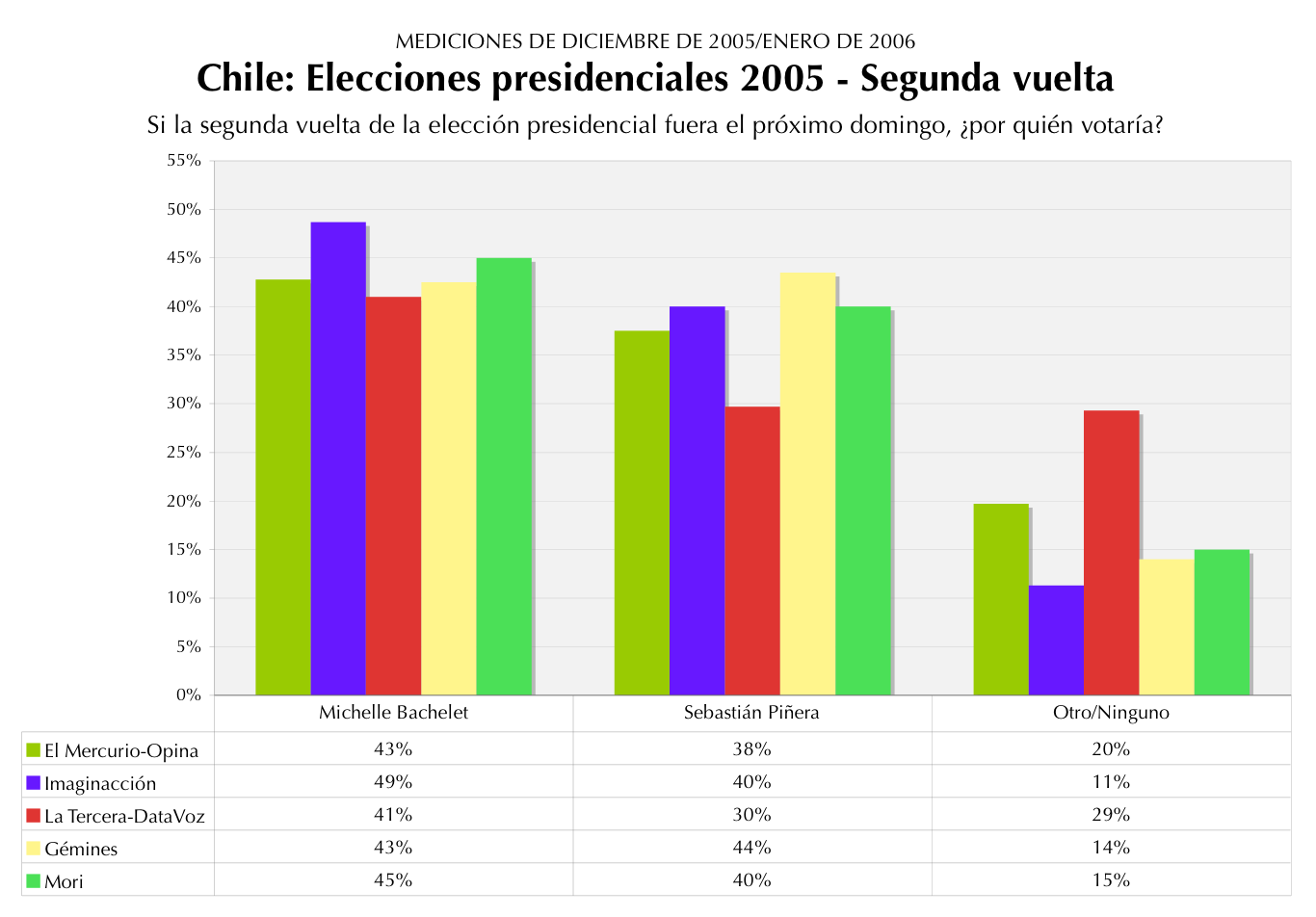
Encuestas de segunda vuelta.

Durante el mes de enero de 2006, se realizaron diversas encuestas de opinión pública. En general, los indicadores mantuvieron la ventaja de Bachelet, aunque sin obtener la mayoría absoluta. La votación de Piñera captaba gran parte del voto de Lavín, pero se mantuvo un importante número de indecisos que, según se especulaba, sería el que definiría la elección debido al estrecho resultado que era previsto.
| Resultados de encuestas (diciembre y enero de 2006) | Resultados de encuestas (diciembre y enero de 2006) | Resultados de encuestas (diciembre y enero de 2006) | Resultados de encuestas (diciembre y enero de 2006) | Resultados de encuestas (diciembre y enero de 2006) | Resultados de encuestas (diciembre y enero de 2006) | Resultados de encuestas (diciembre y enero de 2006) |
| Preferencia                                         | El Mercurio Opina                                   | La Tercera DataVoz                                  | Imaginación                                         | El Mercurio Opina1                                  | Gémines2                                            | Mori                                                |
| --------------------------------------------------- | --------------------------------------------------- | --------------------------------------------------- | --------------------------------------------------- | --------------------------------------------------- | --------------------------------------------------- | --------------------------------------------------- |
| Sebastián Piñera                                    | 37,5 %                                              | 29,7 %                                              | 40 %                                                | 44,4 %                                              | 43,5 %                                              | 40 %                                                |
| Michelle Bachelet                                   | 42,8 %                                              | 41 %                                                | 48,7 %                                              | 47 %                                                | 42,5 %                                              | 45 %                                                |
| Nulo/Blanco                                         | —                                                   | 5,8 %                                               | 2,9 %                                               | —                                                   | —                                                   | 4,5 %                                               |
| NS/NR/No inscrito                                   | 19,7 %                                              | 23,5 %                                              | 3,7 %                                               | 8,6 %                                               | 13,9 %                                              | 10,5 %                                              |

1 La pregunta efectuada fue: ¿quién le gustaría Ud. que fuera elegido presidente?
2 A diferencia del resto de las encuestas, en que la muestra sólo incluía a la Región Metropolitana, o a ésta junto a un par de regiones, Gémines realizó una encuesta regional que sólo incluyó a las regiones V, VIII, IX y X. Ver informe

#### Bolsa electoral
Al igual que en la primera vuelta, el "Programa Conjunto de Políticas Públicas" de la Universidad de Chile y la Universidad de Chicago mantuvo funcionando la Bolsa Electoral Presidenciales 2005.
La Bolsa Electoral lanzó nuevos bonos para la segunda vuelta en base al margen electoral que obtendría cada candidato sobre su competidor. La bolsa cerró el día 14 de enero de 2006 y sus últimos datos indicaron que Michelle Bachelet tenía una probabilidad de victoria de un 84,33 % (24,42 % superior con respecto a los datos tras la primera vuelta) y de Piñera de un 15,67 %. En cuanto al margen de victoria, Bachelet lideraba con una probabilidad de un 34,79 % a que obtendría una victoria entre 0 y 3 % de los votos, y una probabilidad de un 35,08 % a que ganaría con una diferencia de entre 3 y 6 %. Piñera tenía un 15,16 % de probabilidades de que obtuviera una victoria entre un 0 % y un 3 % de los votos finales del balotaje.
A pesar de que solo se basaba en estimaciones y netamente en un juego accionario, y no en intención de voto, por lo cual no equivalía a una encuesta de opinión, tuvo un importante rol al intentar predecir los resultados electorales.

### Campaña

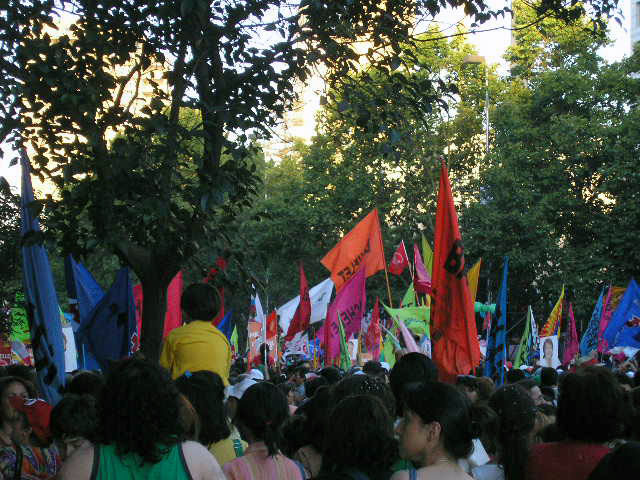
Evento de cierre de la campaña de Michelle Bachelet en la Alameda.

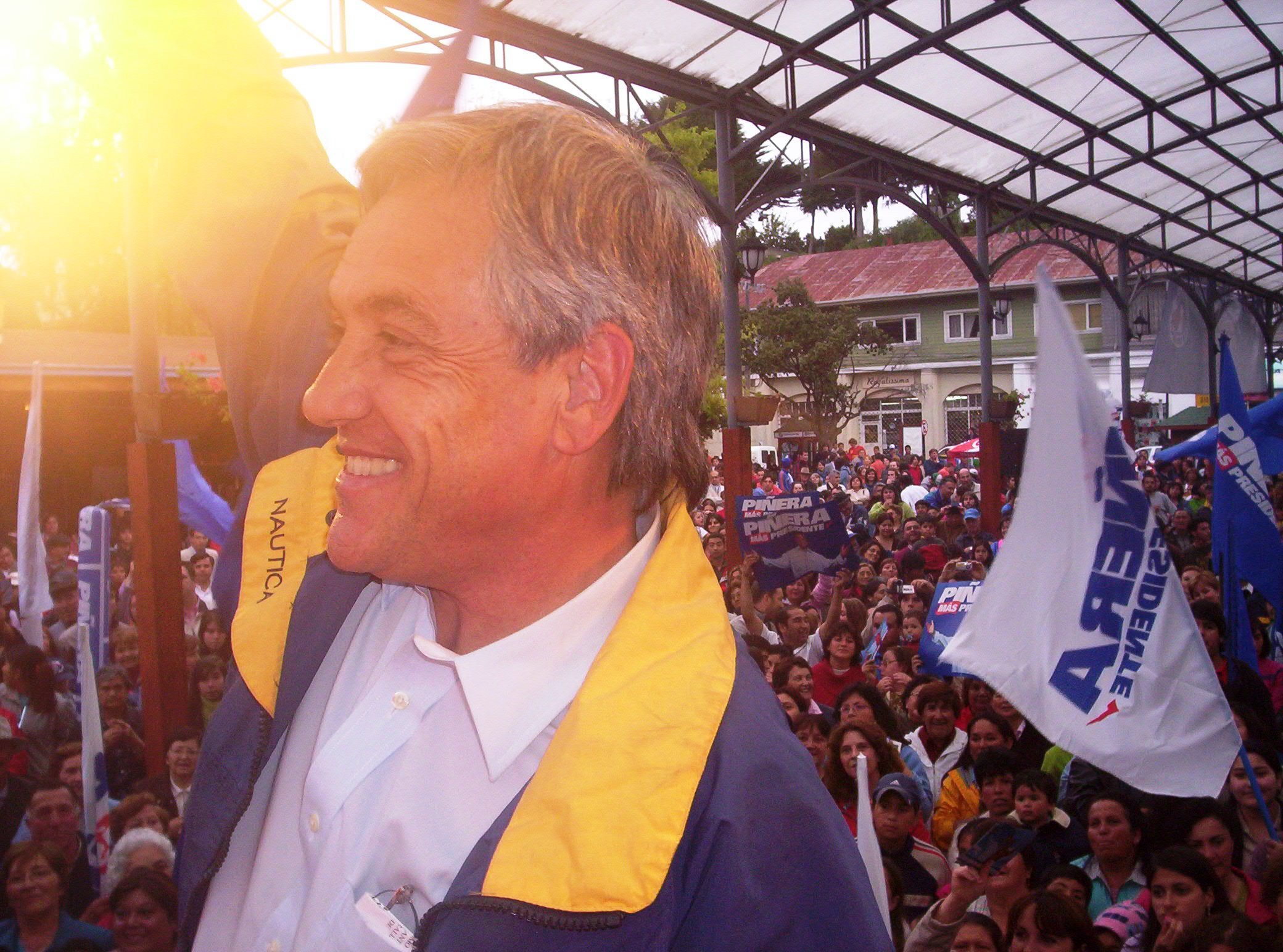
Sebastián Piñera en Puerto Varas, en su campaña para la segunda vuelta.

La campaña se inició oficialmente el 1 de enero de 2006, aunque ambos candidatos comenzaron a realizarla antes de la fecha estipulada. Desde ese mismo día, se reinició la franja televisiva, esta vez con ambas tandas (a las 12.00 y 20.55) dedicadas exclusivamente a los candidatos, con una duración por tanda de 2,5 minutos para cada uno. Ambos candidatos mantuvieron en líneas generales su campaña gráfica, cambiando los eslóganes: Piñera pasó de "Con Piñera, se puede" a "Chile quiere más, Piñera más presidente", mientras Bachelet cambió el "Estoy contigo" por "Por Chile, por la gente, Bachelet presidente".
Durante toda la campaña, Piñera y los máximos referentes de la Alianza denunciaron "intervencionismo electoral" y "blindaje político" por parte del Gobierno. Por un lado se acusó al presidente Ricardo Lagos de hacer giras a las regiones en que Bachelet obtuvo sus más bajas votaciones en la primera vuelta, siendo incluso emplazado por parlamentarios de la Democracia Cristiana, Rafael Moreno Rojas y Jaime Mulet, pertenecientes a la misma coalición, además de criticarlo por enviar proyectos de ley que calificaron de "contradictorios y contraproducentes" ; por otro lado se acusa de utilizar recursos fiscales y funcionarios públicos en horarios de trabajo, y de obligar a estos a donar dinero para la campaña de la candidata oficialista. Bachelet respondió que nunca había apoyado este tipo de irregularidades y que, si hubieran existido, deberían haberse realizado las acciones pertinentes ante los tribunales de justicia, para que hubieran sido sancionadas. Algunas de las acusaciones fueron rebatidas por los implicados, como el caso de un correo electrónico  supuestamente enviado por el director del Fosis Mario Ossandón, con el título "Financiar la campaña, aunque duela el bolsillo"; Ossandón anunció una querella en contra de parlamentarios de la Alianza por, según esgrimió, falsificar dicho mensaje, mientras que otros se excusaron diciendo que los llamados a los empleados públicos a realizar donaciones para la campaña de Bachelet fueron solo sugerencias .
Al mismo tiempo, hubo una intensa actividad parlamentaria, debido al envío de proyectos de ley por parte del gobierno o la presentación de urgencias a proyectos en trámite legislativo; por ejemplo: la reforma al sistema binominal, la ley sobre subcontratación y la ley de reforma constitucional sobre reconocimiento de pueblos originarios. Mientras que la reforma al sistema binominal no logró el cuórum necesario, debido a la abstención de los parlamentarios aliancistas, en la ley sobre subcontratación el gobierno inexplicablemente le quitó el carácter de urgente, tras ser aprobada en segundo trámite (con votos de la Concertación y la Alianza), postergándolo para después de las elecciones, y la ley sobre reconocimiento constitucional de los pueblos originarios fue rechazada por falta de cuórum, debido a la abstención de la bancada de la UDI, que argumentó que el proyecto era bueno, pero estaba mal formulado, y solo era conocido por la comisión respectiva y no por todos los parlamentarios. Por su parte, el impulsor de estos proyectos de ley, el presidente Ricardo Lagos, aseguró que se legisla mejor en época de elecciones.
Ambos candidatos finalizaron sus campañas con actos el día 12 de enero, fecha de término de la propaganda electoral según la ley. Mientras Piñera organizó un evento en Valparaíso como forma de demostrar su compromiso regional, en el que participaron los artistas Negro Piñera, Adrián y los Dados Negros, la Sonora Palacios, Pollo Fuentes y los humoristas Profesor Salomón y Tutu-Tutu entre otros, ante una asistencia estimada de 10 000 personas. Bachelet, en cambio, organizó un evento masivo en la Alameda (luego de que fuese suspendido un evento similar antes de la primera vuelta debido al accidente que sufrieron miembros de su comando, falleciendo tres de estos el día anterior). Este evento contó con la presencia de los artistas españoles Ana Belén, Víctor Manuel, Ismael Serrano y Miguel Bosé, y una decena de artistas nacionales como Álvaro Henríquez, Cholomandinga, Difuntos Correa y Saiko, entre otros. Se estimó que concurrieron cerca de 200.000 personas.
El día 13 de enero la campaña fue cerrada oficialmente. Ese mismo día, miembros del comando de Sebastián Piñera realizaron en la sede de Renovación Nacional una conferencia de prensa en la que se presentó el Jefe de Plaza de la ciudad de Santiago para constatar que no se infringiera la ley. El senador Alberto Espina denunció que el gobierno estaba tratando de aplicar una "ley mordaza", a lo que el vocero del gobierno, Osvaldo Puccio, respondió afirmando que solo se había fiscalizado que no se estuviera alentando a votar por el candidato aliancista ilegalmente.

### Elección
El 15 de enero se realizó la segunda vuelta de la elección. Según informes del Ministerio del Interior, no se produjeron incidentes, a excepción de un segundo ataque en contra del senador electo Pablo Longueira y del alcalde de La Florida, Pablo Zalaquett, mientras el primero votaba en la comuna de La Pintana, durante el cual fue detenida una persona por maltrato de obra a carabineros. Según el parte policial, el ataque habría sido "concertado" con anterioridad.
Cerca de las 7:30 comenzaron a constituirse las primeras mesas de votación y a las 9.45 fue entregado el primer informe del Gobierno que daba cuenta de un 98,75 % de las mesas constituidas. Michelle Bachelet votó cerca de las 9.00 mientras Sebastián Piñera lo hizo una hora después en el mismo local de votación que el presidente Ricardo Lagos, que sufragó cerca de las 11.00.
El escrutinio de los votos comenzó a las 16.00; diversas organizaciones comenzaron a pronosticar una victoria de Michelle Bachelet en torno al 53 % de los votos. A las 18:15 horas el Subsecretario del Interior, Jorge Correa Sutil, se dirigió al país para entregar el primer cómputo, que incluyó cerca del 67,31 % del total de los votos escrutados. Sebastián Piñera obtuvo un 46,77 % y Michelle Bachelet un 53,22 %. Inmediatamente, el comando de Bachelet agradeció a todos los que trabajaron por la campaña.
Piñera, cerca de una hora después y acompañado por su esposa e hijos, reconoció su derrota en un discurso a sus adherentes. Allí, felicitó a la candidata por su victoria y le deseo éxito, pero reiteró sus fuertes críticas al gobierno, profundizadas posteriormente por sus compañeros de pacto, Jovino Novoa y Pablo Longueira, que afirmaron que la elección fue ganada gracias a "actos menospreciables de intervencionismo electoral" y por la "votación de la izquierda no democrática". Piñera recalcó que la Alianza por Chile salía fortalecida de esta contienda, que las diferencias que se puedan haber producido dentro de ella están zanjadas, y que se trabajará por ofrecer una real opción de alternancia en el poder y una Alianza más amplia y diferente a la que se conoció en el pasado. Luego de ello se abrazó con su rival en primera vuelta, Joaquín Lavín como símbolo de unión entre los partidos que conforman el pacto.

"No nos sentimos para nada derrotados, nos sentimos legítimamente triunfadores."
Sebastián Piñera Echenique, 15 de enero de 2006

Minutos después fue entregado un nuevo cómputo, con el 97,52 % de las mesas escrutadas, que confirmó la victoria de Michelle Bachelet y, cerca de las 21.00, un cómputo con un 99,71 %. A esa hora, Piñera se acercó a la sede del comando de Bachelet y la felicitó por su triunfo y, una hora más tarde, la presidenta electa salió ante una multitud ubicada en la Alameda. Frente a esta audiencia, Bachelet dio su primer discurso tras la votación, agradeciendo a sus votantes y anunciando algunos pasos de su futuro gobierno.

"¿Quién lo hubiera pensado, amigos y amigas?, ¿Quién hubiera pensando hace 20, 10 o 5 años atrás que Chile elegiría como presidenta a una mujer? Es posible, porque los ciudadanos lo quisieron. Gracias, Chile, gracias por el voto de millones de ustedes (…) Mi compromiso como presidenta de Chile será recorrer junto a ustedes un tramo más de esta gran Alameda de libertad que hemos venido abriendo."
Michelle Bachelet Jeria, 15 de enero de 2006

### Resultados

#### Nacional
Resultados oficiales contenidos en la sentencia del Tribunal Calificador de Elecciones de Chile, pronunciada con motivo de la votación desarrollada en el país el día 15 de enero de 2006 para elegir presidente de la República, emitida el 30 de enero de 2006:
|  | 53,5 % |

|  | 46,5 % |

#### Por región
De acuerdo al orden de aparición en la papeleta de votación:
| Candidato                   | Candidato                   | Tarapacá | Tarapacá | Antofagasta | Antofagasta | Atacama      | Atacama      | Coquimbo  | Coquimbo  | Valparaíso | Valparaíso | Metropolitana | Metropolitana | O'Higgins | O'Higgins |
| --------------------------- | --------------------------- | -------- | -------- | ----------- | ----------- | ------------ | ------------ | --------- | --------- | ---------- | ---------- | ------------- | ------------- | --------- | --------- |
|                             | Sebastián Piñera            | 84 901   | 49,64 %  | 73 399      | 38,76 %     | 43 878       | 39,91 %      | 108 237   | 40,52 %   | 382 112    | 49,64 %    | 1 227 659     | 46,00 %       | 179 748   | 45,46 %   |
|                             | Michelle Bachelet           | 86 120   | 50,36 %  | 115 979     | 61,24 %     | 66 055       | 60,09 %      | 158 908   | 59,48 %   | 387 769    | 50,36 %    | 1 440 948     | 54 %          | 215 648   | 54,54 %   |
| Total de votos válidos      | Total de votos válidos      | 171 021  | 96,61 %  | 189 378     | 96,73 %     | 109 933      | 96,93 %      | 267 145   | 96,98 %   | 773 775    | 96,77 %    | 2 668 607     | 97,03 %       | 395 396   | 97,26 %   |
| Votos nulos                 | Votos nulos                 | 4682     | 2,64 %   | 5147        | 2,63 %      | 2481         | 2,19 %       | 5779      | 2,10 %    | 19 957     | 2,5 %      | 64 333        | 2,34 %        | 8282      | 2,04 %    |
| Votos en blanco             | Votos en blanco             | 1315     | 0,74 %   | 1259        | 0,64 %      | 1001         | 0,88 %       | 2530      | 0,92 %    | 5870       | 0,73 %     | 17 229        | 0,63 %        | 2856      | 0,7 %     |
| Total de sufragios emitidos | Total de sufragios emitidos | 177 018  | 100 %    | 195 784     | 100 %       | 113 415      | 100 %        | 275 454   | 100 %     | 799 602    | 100 %      | 2 750 169     | 100 %         | 406 534   | 100 %     |
| Candidato                   | Candidato                   | Maule    | Maule    | Biobío      | Biobío      | La Araucanía | La Araucanía | Los Lagos | Los Lagos | Aisén      | Aisén      | Magallanes    | Magallanes    |           |           |
|                             | Sebastián Piñera            | 213 422  | 46,54 %  | 405 756     | 44,55 %     | 220 961      | 54,13 %      | 247 621   | 49,47 %   | 19 096     | 47,42 %    | 27 637        | 42,05 %       |           |           |
|                             | Michelle Bachelet           | 245 161  | 53,46 %  | 505 098     | 55,45 %     | 187 262      | 45,87 %      | 252 880   | 50,53 %   | 21 172     | 52,58 %    | 38 092        | 57,95 %       |           |           |
| Total de votos válidos      | Total de votos válidos      | 458 583  | 97,59 %  | 910 854     | 97,47 %     | 408 223      | 97,62 %      | 500 501   | 97,6 %    | 40 268     | 97,78 %    | 65 729        | 96,93 %       |           |           |
| Votos nulos                 | Votos nulos                 | 8275     | 1,76 %   | 17 966      | 1,92 %      | 7366         | 1,76 %       | 8434      | 1,64 %    | 608        | 1,48 %     | 1662          | 2,45 %        |           |           |
| Votos en blanco             | Votos en blanco             | 3063     | 0,65 %   | 5664        | 0,61 %      | 2591         | 0,62 %       | 3851      | 0,75 %    | 308        | 0,75 %     | 423           | 0,62 %        |           |           |
| Total de sufragios emitidos | Total de sufragios emitidos | 469 921  | 100 %    | 934 484     | 100 %       | 418 180      | 100 %        | 512 786   | 100 %     | 41 184     | 100 %      | 67 814        | 100 %         |           |           |

| Bachelet | Piñera |

#### Por mesas de varones y mujeres
| Candidato              | Candidato                  | Votos     | Votos   | Votos     | Votos   |
| Candidato              | Candidato                  | Varones   | %       | Mujeres   | %       |
| ---------------------- | -------------------------- | --------- | ------- | --------- | ------- |
|                        | Sebastián Piñera Echenique | 1 506 683 | 46,31 % | 1 729 711 | 46,67 % |
|                        | Michelle Bachelet Jeria    | 1 746 750 | 53,69 % | 1 976 269 | 53,33 % |
| Total de votos válidos | Total de votos válidos     | 3 253 433 | 46,82 % | 3 705 980 | 53,18 % |